# 伍希閔
伍希閔（1437年—1499年），名誾，以字行，改字仲孝，號順德，江西吉安府安福縣人，民籍，明朝政治人物。

## 生平
天順六年（1462年）壬午科江西鄉試第四十五名舉人，成化十一年（1475年）乙未科二甲第二十二名進士。授隨州知州，官至福建按察司僉事，有平寇之功，弘治十二年（1499年）卒。

## 家族
曾祖伍綸；祖父伍冕，知縣 贈監察御史；父伍驥，監察御史。